# یواس‌اس لیته (ای‌آرجی-۸)
یواس‌اس لیته (ای‌آرجی-۸) (به انگلیسی: USS Leyte (ARG-8)) یک کشتی بود که طول آن ۴۴۲ فوت (۱۳۵ متر) بود. این کشتی در سال ۱۹۴۴ ساخته شد.